# Ptilogyna (Plusiomyia) clarki
Ptilogyna (Plusiomyia) clarki is een tweevleugelige uit de familie langpootmuggen (Tipulidae). De soort komt voor in het Australaziatisch gebied.